# Нильский, Иван Фёдорович
Ива́н Фёдорович Ни́льский (1831—1894) — российский богослов; заслуженный профессор Санкт-Петербургской духовной академии, доктор богословия; действительный статский советник.

## Биография
Родился в 1831 году в семье сельского причетника в посаде Сольцы, Порховского уезда Псковской губернии.
Учился в Псковском духовном училище, Псковской духовной семинарии (вып. 1853) и Санкт-Петербургской духовной академии, по окончании которой в 1857 году был оставлен в ней бакалавром с поручением преподавать учение о русском расколе; с октября 1858 года по декабрь 1859 года он был также и помощником инспектора академии. Заняв кафедру Истории и обличения раскола, он оставался на ней до конца жизни.
В 1861/1862 учебном году он занимался историей единоверия и разбором раскольнического учения о перстосложении; в 1862/1863 учебном году излагал историю мероприятий против раскола духовной и гражданской власти; в 1863/1864 учебном году — историю главнейших отраслей раскола, поповщины и безпоповщины.
В 1863 году был возведён в звание экстраординарного профессора; 4 ноября 1870 года, после защиты диссертации — в звание ординарного профессора.
В 1866 году его избрали и. д. инспектора академии; во второй раз такое же избрание состоялось в 1869 году; но оба раза в этой должности он оставался очень недолго. С 27 сентября 1878 года, в течение семи лет, он был инспектором Санкт-Петербургской духовной академии и членом её Правления. В 1882 году он был возведён в звание заслуженного ординарного профессора; 15 мая 1883 года получил чин действительного статского советника.
Наиболее известные его первые исследования эсхатологического учения старообрядцев — «Об антихристе против раскольников» (СПб., 1859), «Об издании Стоглава в Лондоне» (1861) «О священстве против беспоповцев».
Главный его труд — докторская диссертация, защита которой состоялась 25 октября 1870 года: «Семейная жизнь в русском расколе» (СПб., 1869) — был посвящён изложению раскольничьего учения о браке от начала раскола до конца царствования Николая I (Вып. 1: От начала раскола до царствования императора Николая I. — 1869. — 406 с.; Вып. 2: Царствование императора Николая I. — 1869. — 256 с.). В 1869 году напечатано его сочинение: «Об антихристе против раскольников (в 2-х ч.)». В «Христианском чтении» (1871, кн. 12) была напечатана, продолжившая тему диссертации, статья: «Семейная жизнь в русском расколе в настоящем царствовании» Архивная копия от 1 марта 2022 на Wayback Machine. Из журнальных статей наиболее выдающиеся были напечатаны в «Христианском чтении»: «Взгляд раскольников на некоторые наши обычаи и порядки жизни церковной, государственной, общественной и домашней» (1863), «Разбор беспоповщинского учения о лицах, имеющих право совершать крещение» (1865), «К истории раскола в Остзейском крае» (1885), «К истории духоборства и молоканства» (1886). Публикации выходили также в «Церковном вестнике» и журнале «Странник» в 1887 и 1888 годах вышли: «Официальные записки о даровании раскольникам прав и свободы в отправлении богослужения».
И. Ф. Нильский был активным членом Общества любителей духовного просвещения. Обратили на себя внимание, происходившие публично в Обществе любителей духовного просвещения и затем напечатанные в «Чтениях» Общества (1873—1874 гг.) и в «Церковно-Общественном Вестнике», его прения с Т. И. Филлиповым по вопросам о клятвах собора 1667 года, о единоверии и т. п.
В 1875 году, по поручению Академии наук, он рассматривал сочинение профессора МДА Н. И. Субботина, представленное на соискание Уваровской премии и за рецензию получил золотую Уваровскую медаль.
Скончался 11 (23) августа 1894 года. Похоронен в Исидоровской церкви Александро-Невской лавры.
По утверждению П. С. Смирнова «в 1872 году Иван Федорович отмечен уже женатым на дочери священника Александре Алексеевне Розановой. Детей у Ивана Федоровича не было».

## Награды
- орден Св. Анны 3-й ст. (16.04.1868)
- орден Св. Анны 2-й ст. с императорской короной (1873)
- орден Св. Владимира 3-й ст. (1880)
- орден Св. Станислава 1-й ст. (1887)
- орден Св. Анны 1-й ст. (16.07.1892)